# Shigenori Hagimura
Shigenori Hagimura (萩村 滋則, 31 de juliol de 1976) és un exfutbolista del Japó.
L'abril de 1995, va ser seleccionat per la selecció nacional sub-20 del Japó per al Campionat Mundial juvenil de 1995.
Comença la seua carrera professional al Kashiwa Reysol el 1997. El club va guanyar els campionats Copa J.League el 1999. Ha jugat als clubs Kyoto Purple Sanga, Albirex Niigata i Tokyo Verdy i es va retirar a finals de la temporada 2008.